# Симеон Евтимов
Симеон Евтимов е български революционер и журналист, деец на Вътрешната македонска революционна организация.

## Биография
Симеон Евтимов е роден през 1896 година в Емборе, тогава в Османската империя. Там завършва основното и средното си образование, след това учи в Солунската българска търговска гимназия заедно с Кръстьо Велянов, а след Балканските войни се премества в Свищовската търговска гимназия. Става член на Македонския младежки културно-просветен съюз, публикува статии в защита на българските национални интереси в „Юроп Нувел“, „Напред“ и други печатни издания. От 1920 година работи като счетоводител в „Никотея“ в Пловдив. Получава повишение и става директор на тютюневата фирма „Фумаро“ в Дупница.
Участва като делегат от Пловдивското македонско братство в обединителния конгрес на Македонската федеративна организация и Съюза на македонските емигрантски организации от януари 1923 година. В 1924 година е член на ръководството на Симитлийското македонско благотворително братство.
Присъединява се към ВМРО и напуска работа през 1927 година, когато е избран за редактор на вестник „Маседоан“, орган на ЦК и Задграничното представителство на ВМРО издаван в Женева на френски език. В периода 1927-1929 година Симеон Евтимов се среща с редица европейски политически, дипломатически и културни дейци, между които външните министри на Белгия, Чехословакия, Унгария, Австрия и Албания, с комисията по малцинствата към Обществото на народите, с френската Лига за правата на човека и гражданина, като пред всички тях пропагандира тезите на ВМРО. На предложение на сръбския външен министър Момчило Нинчич да се позволи отварянето на „македонски“ църкви и училища във Вардарска Македония, Симеон Евтимов отговаря:
| „ | Ако за нас българската националност, българското име и българският език нямаха значение ние нямаше защо да водим борба нито срещу турското, нито срещу сръбското и гръцкото робство в Македония. | “ |

Заради тази си дейност Симеон Евтимов е наричан „външния министър на ВМРО“. През 1932 г. той описва текущите дипломатически задачи пред македонското движение така: 
...Ние нито в брой, нито по материални въоръжения можем да сразим врага на бойното поле. За успеха си ние требва да спечелим и подкрепата на чуждото обществено мнение, т.е. на ония сили, чиято санкция, дори и при благоприятен изход от известни събития, е необходима, за да се запазят плодовете на една победа. Ако нашите потисници, имайки преимуществото да се ползуват от един свършен факт, облечен в международна санкция, изразходват грамадни средства за пропаганда в чужбина - какво остава за нас, които требва да разрушим създаденото положение и да изграждаме ново?
Доскоро всички ние мислехме, че светостта на една кауза и правотата на известни аспирации са сами по себе си достатъчни, за да спечелят общественото мнение в чужбина. Събитията ни показаха, че сме гршили. И требва да поправим тая грешка. Новата задача - пропагандата в чужбина, която е едвам започната от по-старите - изцело ще легне върху днешната младеж. Задачата е трудна, но затова пък е важна. За нейното постигане требва по-широка подготовка, по-грижлив избор на хора и повече средства. Защото, докато в България дейността ни може да се спъва от дейността на отделни среди сред едно мнозинство от симпатизиращи братя, в чужбина е тъкмо обратно: всред море от апатия и враждебност - ще требва да се хващат позиции и да се печели терен. Затова са нужни много материални и интелектуални сили. Всестранното изучаване на македонския въпрос в народностно, географско, икономическо и политическо отношение - требва да бъде нашата неотстъпна грижа. Само запасени с широки познания и с научна документация по тая материя, ние ще можем да отбиваме и унищожаваме тезите на вражеската пропаганда. Требва да изучаваме чужди езици, да се школуваме в тайните на общуване с чужденци, в изкуството да им поднасяме нашите разбирания в духа на техния манталитет, да свикнем да третираме македонската борба не в нейната изолирана епическа красота, а в рамките на международните въпроси, т.е. да усвоим тактиката, която да наложи македонския въпрос на вниманието и на ония, които не се интересуват от отделни хуманитарни въпроси, но са готови да разглеждат работите дотолкова, доколкото се намират във връзка с техните собствени интереси. 
През 1927 година Симеон Евтимов застава твърдо против прокрадващи се тези за преустановяване на революционната борба в Македония, пропагандирана от част от приближените на Александър Протогеров, която идея според него се развива от просръбската масонска ложа, в която той членува. Като кум на Иван Михайлов и идейно близък на михайловисткото крило във ВМРО, Симеон Евтимов е назначен за редактор на вестник „Македония“. През 1932 година участва на Седмия конгрес на ВМРО, като след това развива активна дейност всред дейците на Македонския младежки културно-просветен съюз за подготвяне на до 10 000 четници и изпращане на 150 студенти в Западна Европа, които да заменят старото поколение.
Симеон Евтимов е ранен на 28 декември 1932 година на площад „Батенберг“ и умира на 31 декември, като убийството му е едно от последните и най-големи покушения при затихващите братоубийствени борби между протогеровистите и михайловистите във ВМРО. Според Блаже Видов, един от организаторите на убийството на Евтимов, акцията е планирана да бъде извършена пред царския дворец. Планът и финансирането на акцията с 20 млн. лева са осигурени от сръбския офицер и агент Джорджевич. Физическите изпълнители на убийството Христо Изворски и Иван Петров (Христо Траянов и Иван Василев) са ранени при престрелката с телохранителите на Евтимов — Ефтим Орлов, Йордан Иванов и Ефрем Ефремов (починал на следващия ден от раните си). Христо Изворски е изпратен на операция в Александровска болница, където след няколко дни е застрелян с три патрона от медицинската сестра и член на михайловисткото крило — Екатерина Константинова.
Евтимов е погребан при църквата „Свети Илия“ край село Сугарево, близо до гроба на Тодор Александров.

Михайловистът и запасен член на ЦК на ВМРО Йордан Чкатров нарича Симеон Евтимов:
"Един от най-големите хора на българската нация, роден на македонска земя"
Френският общественик и приятел на революционна Македония Жорж Десбон заявява по повод убийството на Евтимов: 
Аз казвам на българите, които поради умствена ленивост, егоистични сметки или животинско отпадане биха били наклонни да сметат, че Македонският въпрос е мъртъв, или да презират идеала, за който умре Симеон Евтимов: не забравяйте, че всички истински приятели на България, всички ония, върху които България може да разчита като стари приятели, приятели в лоши дни, са отворили отначало сърцето си за Македония, преди да го дадат на България.